# Diphucephala cuprea
Diphucephala cuprea är en skalbaggsart som beskrevs av Macleay 1886. Diphucephala cuprea ingår i släktet Diphucephala och familjen Melolonthidae. Inga underarter finns listade i Catalogue of Life.